# Емгир вар Емрейс
Емгир вар Емрейс (пол. Emhyr var Emreis) — персонаж літературного циклу «Відьмак» польського письменника Анджея Сапковського, імператор Нільфгаарда, батько Цірілли.

## Біографія
```
Сапковського Емгир вар Емрейс — син імператора Фергуса вар Емрейса. Його батько був повалений, а Емгир зміг врятуватися втечею, але був зачарований: кожен день він перетворювався на жахливого їжака і тільки ночами знову ставав людиною. Він оселився в Ерленвальді під ім'ям Йож. Емгиру вдалося врятувати короля Цинтри Регнера, і той пообіцяв йому в подяку «те, що залишив удома, але про що не знає». Пізніше з'ясувалося, що це новонароджена дочка Регнера 
Паветта
; через 15 років Йож отримав цю принцесу в дружини, після чого закляття зруйнувалося, і перестав перетворюватися на чудовисько.
```

Паветта народила Йожу дочку Ціріллу. Пізніше в результаті корабельної аварії Паветта потонула, а її чоловіка теж визнали загиблим, але в дійсності він повернувся в Ніфльгаард і захопив імператорський престол. Емгир створив сильну армію і почав завоювання північних королівств. В ході двох кровопролитних воєн він зміг приєднати до своєї імперії землі на південь від річки Яруга.

## У серіалах
В американському серіалі «Відьмак», що вийшов на екрани в грудні 2019 року, Емгира грає Барт Едвардс.